# Neoschmidia
Neoschmidia es un género con dos especies de plantas de flores perteneciente a la familia Rutaceae. 

## Especies seleccionadas
- Neoschmidia calycina T.G.Hartley
- Neoschmidia pallida T.G.Hartley